# Tullio De Mauro
Tullio De Mauro (ur. 31 marca 1932 w Torre Annunziata, zm. 5 stycznia 2017 w Rzymie) – włoski językoznawca, profesor i nauczyciel akademicki, w latach 2000–2001 minister edukacji.

## Życiorys
Był bratem dziennikarza śledczego Maura De Mauro, który zaginął w 1970. W 1956 ukończył studia humanistyczne na Uniwersytecie Rzymskim – La Sapienza. Przez większą część kariery naukowej związany z macierzystą uczelnią, od 1974 na stanowisku profesorskim. W latach 1970–1974 był profesorem na Università degli Studi di Salerno, gdzie jednocześnie kierował instytutem lingwistyki. Publikował w magazynie „Il Mondo” (1956–1964), dzienniku „Paese Sera” (1966–1979) i tygodniku „l’Espresso” (1981–1990). Okazjonalnie pisał w innych włoskich czasopismach i gazetach. W latach 1960–1973 i 1997–2000 współpracował z nadawcą radiowo-telewizyjnym RAI.
W pracy naukowej specjalizował się w zagadnieniach z zakresu językoznawstwa, w tym historii tej dziedziny. W 1963 opublikował pracę Storia linguistica dell'Italia unita, poświęconą historii włoskiej lingwistyki. Autor także m.in. Introduzione alla semantica (1965), Senso e significato (1970), Minisemantica dei linguaggi non verbali e delle lingue (1982).
W latach 1975–1980 zasiadał w radzie regionu Lacjum, mandat uzyskał jako kandydat niezależny z ramienia Włoskiej Partii Komunistycznej. Od 1976 do 1977 w rządzie regionalnym pełnił funkcję asesora do spraw kultury. Wielokrotnie powoływany w skład resortowych rad doradczych, kierował także różnymi instytucjami kulturalnymi i fundacjami (w tym Fondazione Bellonci od 2007 do 2012). Od 25 kwietnia 2000 do 11 czerwca 2001 sprawował urząd ministra edukacji w drugim rządzie Giuliana Amato.
Odznaczony Orderem Zasługi Republiki Włoskiej klasy II (1996) i I (2001). Wyróżniony tytułami doktora honoris causa m.in. przez Katholieke Universiteit Leuven (1999), École normale supérieure de Lyon (2005), Uniwersytet Waseda (2008), Uniwersytet Bukareszteński (2009) i Université Sorbonne-Nouvelle (2010).